# St. Gabriel (Louisiana)
St. Gabriel is een plaats (town) in de Amerikaanse staat Louisiana, en valt bestuurlijk gezien onder Iberville Parish.

## Demografie
Bij de volkstelling in 2000 werd het aantal inwoners vastgesteld op 5514.

## Geografie
Volgens het United States Census Bureau beslaat de plaats een oppervlakte van
75,0 km², waarvan 74,4 km² land en 0,6 km² water.

## Plaatsen in de nabije omgeving
De onderstaande figuur toont nabijgelegen plaatsen in een straal van 20 km rond St. Gabriel.